# Disoidemata osmophora
Disoidemata osmophora är en fjärilsart som beskrevs av George Francis Hampson 1900. Disoidemata osmophora ingår i släktet Disoidemata och familjen björnspinnare. Inga underarter finns listade i Catalogue of Life.